# Linnaemya polita
Linnaemya polita là một loài ruồi trong họ Tachinidae.